# Seznam válek se zapojením Německa
Toto je seznam válek se zapojením Německa a jeho předchůdců (od Rýnského spolku, tj. od roku 1806) včetně stran a výsledků konfliktu.

## Rýnský spolek (1806–1813)
| Konflikt                         | Německo a spojenci | Nepřátelé | Výsledek |
| -------------------------------- | --- | --- | --- |
| Válka čtvrté koalice (1806–1807) | - Rýnský spolek - První Francouzské císařství - Etrurské království - Holandské království - Italské království - Neapolské království - Saské království - Helvétská republika - Španělské impérium                                | - Prusko - Ruské impérium - Spojené království Velké Británie a Irska - Saské kurfiřtství - Švédské království - Sicilské království | Vítězství - Tilsitské smlouvy a Poznaňská smlouva |
| Poloostrovní válka (1808–1814)   | - Rýnský spolek - Napoleonské Španělsko - Italské království - První Francouzské císařství - Varšavské knížectví - Dánsko-Norsko | - Portugalské království - Spojené království Velké Británie a Irska - Španělské impérium | Vítězství - Pařížská smlouva - Zánik Prvního Francouzského císařství |
| Válka páté koalice (1809)        | - Rýnský spolek - První Francouzské císařství - Bavorské království - Saské království - Vestfálské královstvíd - Württemberské království - Varšavské knížectví - Italské království - Neapolské království - Holandské království | - Rakousko-Uhersko - Spojené království Velké Británie a Irska - Sardinské království - Sicilské království - Tyrolské hrabství | Vítězství - Změna území různých států |
| Válka šesté koalice (1813–1814)  | - Rýnský spolek - První Francouzské císařství - Varšavské knížectví - Neapolské království - Dánsko-Norsko | - Prusko - Ruské impérium - Spojené království Velké Británie a Irska - Meklenbursko-Zvěřínsko - Portugalské království - Sardinské království - Sicilské království - Španělsko - Švédsko - Rakousko-Uhersko - Bavorské království - Bádenské velkovévodství - Lichtenštejnsko - Suverenní knížectví spojeného Nizozemí - Württemberské království - Dánsko | Vítězství - Pařížská smlouva - Kielská smlouva - Rýnský spolek rozpuštěn - vznik Německého spolku - Suverenní knížectví spojeného Nizozemí získává nezávislost - Norsko postoupilo Švédsku |

## Německý spolek (1815–1866)
| Konflikt                                | Německo a spojenci | Nepřátelé | Výsledek                                                               |
| --------------------------------------- | --- | --- | ---------------------------------------------------------------------- |
| Válka sedmé koalice(1815)               | - Spojené království - Pruské království - Rakouské císařství - Německý spolek - Bourbonská restaurace - Spojené království nizozemské - Hannoverské kurfiřtství - Brunšvické vévodství - Nasavské vévodství - Württemberské království - Toskánské velkovévodství - Bádenské velkovévodství - Ruské impérium - Bavorské království - Dánsko - Lichtenštejnsko - Portugalské království - Saské království - Sicilské království - Španělsko - Švédsko - Švýcarsko | - První Francouzské císařství - Neapolské království | Vítězství - Konec Napoleonských válek - Druhý exil Napoleona Bonaparte |
| Revoluce roku 1848 v Německu(1848–1849) | - Německý spolek - Rakouské císařství - Saské království - Pruské království | - Německé císařství (1848–1849) - němečtí revolucionáři | Porážka                                                                |
| První šlesvická revoluce (1848)         | - Německý spolek | - Dánsko | Porážka - Dánsko získalo kontrolu nad Šlesvicko-Holštýnsko             |
| Prusko-rakouská válka (1866)            | - Německý spolek - Rakouské císařství - Saské království - Bavorské království - Württemberské království - Hannoverské království - Hesensko-Kasselsko - Bádenské velkovévodství - Hesensko-Darmstadtsko - Nasavské vévodství - Sasko-meiningenské vévodství - Reuss-Greiz - Knížectví Schaumburg-Lippe - Frankfurt nad Mohanem - Lichtenštejnsko | - Pruské království - Sasko-lauenburské vévodství - Meklenbursko-zvěřínské velkovévodství - Brunšvické vévodství - Sasko-kobursko-gothajské vévodství - Sasko-altenburské vévodství - Meklenbursko-střelické velkovévodství - Oldenburské velkovévodství - Anhaltské vévodství - Schwarzburg-Sondershausen - Hrabství Waldeck - Knížectví Lippe - Svobodné a hanzovní město Lübeck - svobodné Hanzovní město brémy - Svobodné a hanzovní město Hamburk - Italské království | Porážka - vznik Rakousko-Uherska - zánik Německého spolku              |

## Severoněmecký spolek (1867–1871)
| Konflikt                             | Německo a spojenci | Nepřátelé                     | Výsledek  |
| ------------------------------------ | --- | ----------------------------- | --------- |
| Prusko–francouzská válka (1870–1871) | - Severoněmecký spolek - Pruské království - Saské království - Bádenské velkovévodství - Bavorské království - Württemberské království - Hesenské velkovévodství | - Třetí Francouzská republika | Vítězství |

## Německá říše (1871–1918)
| Konflikt                                  | Německo a spojenci | Nepřátelé | Výsledek |
| ----------------------------------------- | --- | --- | --- |
| První samojská občanská válka (1886–1894) | - příznivci Laupepa - Německá říše | - příznivci Losefa | Žádný vítěz - Susuga Malietoa Laupepa byl obnoven k moci |
| Povstání Abushiri (1888–1889)             | - Německá říše - Spojené království | - Arabští povstalci | Vítězství - Povstání potlačeno |
| Hehe povstání (1891–1898)                 | - Německá říše | - Hehe | Vítězství - Povstání potlačeno |
| Bafutské války (1891–1907)                | - Německá říše | - Fon z Bafutu | Vítězství - Fon z Bafutu byl poslán do vyhnanství |
| Druhá samojská občanská válka (1898–1899) | - příznivci Laupepa - Německá říše | - Příznivci Tanumafili I. - Spojené státy americké - Spojené království | Žádný vítěz - Tripartitní úmluva |
| Boxerské povstání (1899–1901)             | - Německá říše - Ruské impérium - Japonské císařství - Třetí Francouzská republika - Spojené království - Spojené státy americké - Italské království - Rakousko-Uhersko | - Říše Čching | Vítězství |
| Adamawské války (1899–1907)               | - Německá říše - Spojené království | - Sultanát Sokoto | Vítězství - Německá nadvláda v Kamerunu |
| Venzuelská krize (1902–1903)              | - Německá říše - Spojené království - Italské království | - Spojené státy Venezuelské | Žádný vítěz - Spor o venezuelský spor vyřešen |
| Kavango povstání (1903)                   | - Německá říše | - Kavangovští povstalci | Vítězství - Povstání potlačeno |
| Herero války (1904–1908)                  | - Německá říše | - Hererové | Vítězství |
| Maji Maji povstání (1905–1908)            | - Německá říše | - Matumbi - Ngoni | Vítězství - Povstání potlačeno |
| Sokehovo povstání (1910–1911)             | - Německá říše | - Sokehs | Vítězství - Povstání potlačeno |
| První světová válka (1914–1918)           | - Německá říše - Bulharsko - Rakousko-Uhersko - Osmanská říše | - Spojené království - Spojené státy americké - Ruské impérium - Třetí Francouzská republika - Italské království - Kanada - Austrálie - Nový Zéland - Britská Indie - Jihoafrická unie - Srbské království - Černohorské království - Belgie - Rumunské království - Řecké království - Portugalsko - Brazílie - Nepál - Japonské císařství - Čínská republika - Thajsko | Porážka - Versailleská smlouva - Vznik Výmarské republiky - Vzestup pozice Spojených států - Převod německých kolonií a území do jiných zemí, rozdělení Osmanské říše, zánik Rakouska-Uherska - Turecká válka za nezávislost - Vytvoření Společnosti národů |

## Výmarská republika (1918–1933)
| Konflikt                         | Německo a spojenci   | Nepřátelé                                    | Výsledek                                                                      |
| -------------------------------- | -------------------- | -------------------------------------------- | ----------------------------------------------------------------------------- |
| Listopadová revoluce (1918–1919) | - Výmarská republika | - revolucionáři                              | Vítězství - Vznik Výmarské republiky                                          |
| Velkopolské povstání (1918–1920) | - Výmarská republika | - Polská vojenská organizace                 | Porážka - Polsko získává Velkopolsko                                          |
| První slezské povstání (1919)    | - Výmarská republika | - Polská vojenská organizace Horního Slezska | Vítězství - Povstání bylo potlačeno                                           |
| Březnové povstání (1920)         | - Výmarská republika | - Porúří Rudá armáda                         | Vítězství - Povstání bylo potlačeno                                           |
| Druhé slezské povstání (1920)    | - Výmarská republika | - Polská vojenská organizace Horního Slezska | Žádný vítěz - Povstání skončilo zásahem Společností národů                    |
| Třetí slezské povstání (1921)    | - Výmarská republika | - Polská vojenská organizace Horního Slezska | Žádný vítěz - Zásahem Společností národů bylo Horní Slezsko postoupeno Polsku |

## Nacistické Německo (1933–1945)
| Konflikt                                      | Německo a spojenci | Nepřátelé | Výsledek |
| --------------------------------------------- | --- | --- | --- |
| Španělská občanská válka (1936–1939)          | - Frankistické Španělsko - Nacistické Německo - Italské království - Estado Novo | - Druhá Španělská republika | Vítězství - Konec Druhé Španělské republiky |
| Sudetoněmecké povstání (1938)                 | - Nacistické Německo - Sudetští Němci | - Československo | Vítězství - Mnichovská dohoda |
| Německá okupace Čech, Moravy a Slezska (1939) | - Nacistické Německo | - Československo | Vítězství - Německo obsadilo zbytek Československa |
| Druhá světová válka (1939–1945)               | - Nacistické Německo - Italské království - Japonské císařství - Maďarské království - Rumunské království - Bulharské carství - Slovenská republika - Nezávislý stát Chorvatsko - Finsko - Thajsko | - Spojené státy americké - Spojené království - Sovětský svaz - Čínská republika - Francie - Polsko - Kanada - Austrálie - Nový Zéland - Britská Indie - Jihoafrická unie - Jugoslávie - Řecké království - Dánsko - Norsko - Nizozemsko - Lucembursko - Etiopské císařství - Brazílie - Mexiko - Kolumbie - Kuba - Nepál - Mongolská lidová republika - Filipínské společenství - Československo | Porážka - Zánik Nacistického Německa - Ze Spojených států amerických a Sovětského svazu se staly Supervelmoce - Začátek Studené války - Vznik Organizace spojených národů (OSN) - Úpadek obou britsko-francouzských mocností |

## Západní Německo a Východní Německo (1949–1990)

### Západní Německo (1949–1990)
| Konflikt                  | Německo a spojenci | Nepřátelé | Výsledek |
| ------------------------- | --- | --- | --- |
| Studená válka (1947–1991) | - Spojené státy - Kanada - Spojené království - Francie - Západní Německo - Itálie - Nizozemsko - Lucembursko - Belgie - Dánsko - Norsko - Island - Řecko - Turecko - Portugalsko - Španělsko - Nový Zéland - Austrálie | - Sovětský svaz - Polsko - Německá demokratická republika - Československo - Maďarsko - Rumunsko - Bulharsko - Albánie - Čína - Mongolsko - Severní Korea - Kuba - Severní Vietnam - Afghánistán - Írán | Vítězství - rozpad Sovětského svazu - Pád Berlínské zdi a sjednocení Východního a Západního Německa - Pád Socialismu v Evropě |

### Východní Německo (1949–1990)
| Konflikt                                                | Německo a spojenci | Nepřátelé | Výsledek |
| ------------------------------------------------------- | --- | --- | --- |
| Studená válka (1947–1991)                               | - Sovětský svaz - Polsko - Německá demokratická republika - Československo - Maďarsko - Rumunsko - Bulharsko - Albánie - Čína - Mongolsko - Severní Korea - Kuba - Severní Vietnam - Afghánistán - Írán | - Spojené státy - Kanada - Spojené království - Francie - Západní Německo - Itálie - Nizozemsko - Lucembursko - Belgie - Dánsko - Norsko - Island - Řecko - Turecko - Portugalsko - Španělsko - Nový Zéland - Austrálie | Porážka - rozpad Sovětského svazu - Pád Berlínské zdi a sjednocení Východního a Západního Německa - Pád Socialismu v Evropě |
| Východoněmecké povstání (1953)                          | - Německá demokratická republika - Sovětský svaz | - Východoněmečtí občané | Vítězství - Povstání bylo potlačeno                                                                                         |
| Invaze vojsk Varšavské smlouvy do Československa (1968) | - Sovětský svaz - Německá demokratická republika - Polská lidová republika - Maďarská lidová republika - Bulharská lidová republika                                                                     | - Československo | Vítězství - Okupace Československa do roku 1991 - Pražské jaro bylo potlačeno                                               |

## Spolková republika Německo (1990–současnost)
| Konflikt                                 | Německo a spojenci | Nepřátelé                  | Výsledek |
| ---------------------------------------- | --- | -------------------------- | --- |
| Operace Rozhodná síla (1995)             | - Německo - Belgie - Kanada - Dánsko - Francie - Itálie - Nizozemsko - Lucembursko - Norsko - Španělsko - Portugalsko - Turecko - Spojené království - Spojené státy americké | - Republika srbská         | Vítězství - Daytonská dohoda |
| Operace Spojenecká síla (1999)           | - Německo - Kanada - Belgie - Dánsko - Francie - Nizozemsko - Lucembursko - Itálie - Norsko - Portugalsko - Turecko - Španělsko - Spojené státy americké - Spojené království | - Srbsko a Černá Hora      | Vítězství - Kumanovská dohoda - Rezoluce Organizace spojených národů 1244 - Jugoslávské bezpečnostní síly se stahují z Kosova                                                                                                |
| Válka v Afghánistánu (2001–2021)         | - Afghánistán - Mezinárodní bezpečnostní podpůrné síly - Německo - Spojené státy americké - Spojené království - Kanada - Austrálie - Nový Zéland - Itálie - Francie - Česko - Nizozemsko - Turecko - Rumunsko - Gruzie - Jižní Korea - Polsko - Dánsko - Švédsko - Norsko - Albánie - Chorvatsko - Bulharsko - Estonsko - Island - Maďarsko - Řecko - Litva - Lotyšsko - Černá Hora - Lucembursko - Slovensko - Slovinsko - Rakousko - Arménie - Ázerbájdžán - Finsko - Bosna a Hercegovina - Severní Makedonie - Irsko - Ukrajina - Švédsko - Švýcarsko - Singapur - Malajsie - Tonga - Spojené arabské emiráty - Bahrajn - Mongolsko - Salvador - Jordánsko | - Tálibán - Al-Káida       | Porážka - Pád Islámské republiky Afghánistán v roce 2001 - Ustavení nové afghánské vlády - Pád Islámské republiky Afghánistán, obnovení Islámského emirátu Afghánistán dne 16. srpna 2021 - Válka v severozápadním Pákistánu |
| Válka proti Islámskému státu (2015–2019) | - Irák - Irácký Kurdistán - Syrský Kurdistán - CJTF-OIR - Německo - Spojené státy americké - Spojené království - Francie - Kanada - Turecko - Saúdská Arábie - Jordánsko - Katar - Bahrajn - Spojené arabské emiráty - Maroko - Austrálie - Nizozemsko - Belgie - Norsko - Dánsko | - Islámský stát - Al-Káida | Vítězství - Nálety na pozice Islámského státu a al-Káidy v Iráku a Sýrii - Islámský terorismus v Evropě |
| Válka v Mali (2017–současnost)           | - Mali - Hospodářské společenství západoafrických států - Německo - Francie - Čad - Nizozemsko - Švédsko | - Al-Káida                 | Pokračuje |